# FC Morecambe
Der FC Morecambe (offiziell: Morecambe Football Club) – auch bekannt als The Shrimps oder The Erics – ist ein englischer Fußballverein aus dem im Nordwesten der Grafschaft Lancashire gelegenen Seebad Morecambe. Nach dem ersten Aufstieg in den Profifußball der Football League im Jahr 2007 spielt der Klub seit 2023 erstmals in der EFL League Two, der vierthöchsten Spielklasse in England.

## Geschichte

### Die ersten Jahre (1920–1939)
Obwohl bereits seit Beginn des 20. Jahrhunderts Fußball in der Stadt gespielt worden war, dauerte es mit der Gründung des Morecambe Football Club bis zum Jahr 1920. Am 7. Mai 1920 gab eine Versammlung im heimischen West View Hotel den Startschuss, dem schon bald der Beitritt zur Lancashire Combination vor Beginn der Saison 1920/21 folgte.
Anfänglich teilte der noch junge Fußballverein seine Heimspielstätte mit dem Cricketklub der Stadt, zog aber auf Anhieb bis zu 3.000 Zuschauer bei Derby-Begegnungen gegen Lancaster City und Fleetwood Town an. Der Erfolg ließ zunächst auf sich warten und nach einer Platzierung in der unteren Tabellenhälfte zog der Klub in den Roseberry Park um – nach dem Kauf des späteren Präsidenten J. B. Christie sollte die Stätte einige Jahre später den heute noch gültigen Namen „Christie Park“ annehmen. Nach dem sportlich etwas holprigen Start in den ersten Jahren gewann der Klub in der Saison 1924/25 erstmals die Meisterschaft in der Lancashire Combination und nur ein Jahr später den Lancashire Junior Cup, der später in Lancashire Trophy umbenannt wurde. Mit über 30.000 Zuschauern im zweiten Wiederholungsfinale gegen den Erzrivalen FC Chorley hatte sich der Fußball endgültig inmitten der traditionellen Rugby-Hochburg etabliert.
Christie vermachte 1927 seinen gleichnamigen Park dem Verein und half ihm zudem auf dem Weg zu einer Aktiengesellschaft. Trotz dieser positiven Vorzeichen kämpfte der FC Morecambe in den restlichen 1920er Jahren und auch im gesamten anschließenden Jahrzehnt darum, den Fußball in dieser nordwestlichen Küstenstadt am Leben zu erhalten. Die beständig schwachen Leistungen auf dem Spielfeld und die ausbleibenden Einnahmen entfalteten eine negative Wechselwirkung.

### Die zweite Hälfte des 20. Jahrhunderts (1945–1995)

Historisches Logo bis 2010

Erst nach dem Ende des Zweiten Weltkriegs fand der Verein ab den späten 1940er Jahren zu einer kontinuierlichen Verbesserung. Ein wichtiger Meilenstein war dabei im Jahr 1956 die Verpflichtung von Ken Horton als Spielertrainer. Neben Horton, der die sportlichen Fundamente legte, leistete vor allem der eigenen Fananhang wichtige Arbeiten zur Renovierung des Stadions. Die nach 1960 folgenden 14 Jahre sollten schließlich als „goldene Ära“ in die Vereinsgeschichte eingehen, die durch den erstmaligen Einzug in die dritte Runde des FA Cups in der Saison 1961/62 eingeleitet wurde – dort verlor der FC Morecambe mit 0:1 gegen den FC Weymouth. Am Ende dieser Periode gewannen die Shrimps im Jahr 1974 die FA Trophy und waren dabei im Finale gegen den FC Dartford mit 2:1 im Wembley-Stadion siegreich.
Es folgten zwölf Jahre anhaltender Existenzkämpfe und die nachlassenden sportlichen Leistungen ließen den vormaligen Zuspruch von 2.000 Zuschauern auf 200 schrumpfen. Erst die Spielzeit 1985/86 brachte wieder einen Hoffnungsschimmer, als die Mannschaft mit einem dritten Platz in der Northern Premier League („NPL“) einen großen Sprung machte und auch in den anschließenden Jahren zu Achtungserfolgen in Pokalspielen kam. Insgesamt sollte die sportliche und wirtschaftliche Konsolidierung rund zehn Jahre dauern und nach der Vizemeisterschaft in der Premier Division der NPL spielte das Team ab der Saison 1995/96 in der Football Conference.

### Stabilisierung in der Football Conference (1995–2006)
In dieser fünfthöchsten englischen Spielklasse entwickelten sich die Shrimps schnell zu einer der führenden Mannschaften in der Liga und nur der FC Woking hatte zwischenzeitlich eine längere Zugehörigkeitsdauer ohne Unterbrechung zu dieser Spielklasse. In der Saison 2002/03 gewann der Klub die Vizemeisterschaft in der Football Conference und die Play-off-Spiele zum Aufstieg in die Football League verpasste die Mannschaft in den beiden folgenden Jahren zur knapp. Zum zweiten und dritten Mal in der Vereinsgeschichte erreichte der FC Morecambe zudem in den Spielzeiten 2000/01 und 2002/03 jeweils die dritte FA-Cup-Runde und unterlag dort jeweils Ipswich Town mit 0:3 und 0:4. Zuvor hatte das Team mit Cambridge United und dem FC Chesterfield zwei höherklassigere Mannschaften aus dem Pokalwettbewerb eliminiert.
Der FC Morecambe ging als einer der Aufstiegsanwärter in die Saison 2005/06, musste aber im November 2005 plötzlich seinen Trainer wechseln, nachdem Jim Harvey während einer Ligapartie gegen Cambridge United einen Herzinfarkt erlitten hatte. Schnell wurde Sammy McIlroy, ein langjähriger Freund Harveys, auf Interimsbasis zum Nachfolger bestimmt und nach drei Monaten bis zum Saisonende in die Cheftrainerrolle befördert. Nach Ablauf der Spielzeit sollte Harvey auf die Trainerbank zurückkehren, aber bereits nach einem Tag entließ ihn die Vereinsführung, um McIlroy als Dauerlösung zu installieren. Die Mannschaft hatte zuvor ihre Ambitionen durch das Erreichen der Ausscheidungsspiele untermauert. Dort war jedoch bereits im Halbfinale nach einem 1:1 im Hinspiel und einer 2:3-Auswärtsniederlage gegen Hereford United Endstation.

### Aufstieg in die Football League (seit 2006)
Der Aufstieg gelang schließlich in der Saison 2006/07, als sich der FC Morecambe mit einem 2:1-Play-off-Finalsieg im Wembley-Stadion gegen Exeter City erstmals für den Profifußball der Football League qualifizierte. Zuvor hatte die Mannschaft im Halbfinale York City besiegt. Nur kurze Zeit später verkündete die Vereinsführung am 17. Juli 2007 zu Beginn der Saison 2009/10 ein neues Stadion beziehen zu wollen. Durch Verzögerungen war die Globe Arena erst zur Saison 2010/11 bezugsfertig.
Das erste Spiel in der Football League absolvierte der FC Morecambe im August 2007 im heimischen Christie Park gegen den FC Barnet und kam dort beim 0:0 zu seinem ersten Punktgewinn. Auch im Ligapokal absolvierte der FC Morecambe seine erste Partie in der Vereinsgeschichte und schlug dort am 14. August 2007 sogar überraschend den Zweitligisten und Nachbarverein Preston North End mit 2:1 in Deepdale. Die Shrimps ließen zwei Wochen später im selben Wettbewerb einen weiteren 3:1-Sieg gegen den Zweitligisten Wolverhampton Wanderers folgen, bevor sich dann mit Sheffield United der dritte Championship-Verein bei der deutlichen 0:5-Niederlage als zu leistungsstark erwies. Der FC Morecambe beendete die erste Saison in der Football League mit 60 Punkten und dem elften Platz im gesicherten Mittelfeld.

## Erfolge
Lancashire Combination: 5
- 1925, 1962, 1963, 1967, 1968

Lancashire Combination Cup: 5
- 1926/27, 1945/46, 1964/65, 1966/67, 1967/68

Lancashire Senior Cup: 1
- 1967/68

Lancashire Trophy: 10
- 1926, 1927, 1962, 1963, 1969, 1986, 1987, 1994, 1996, 1999

FA Trophy: 1
- 1974

Northern Premier League Presidents Cup: 1
- 1991/92

## Ligazugehörigkeit
- 1920–1968: Lancashire Combination
- 1968–1995: Northern Premier League
- 1995–2007: Football Conference / Conference National
- 2007–2021: Football League Two / EFL League Two
- 2021–2023: EFL League One
- 2023–2025: EFL League Two
- seit 2025: National League

## Trainer
- Jim Harvey (1994–2005)
- Sammy McIlroy (2005–2011)
- Jim Bentley (2011–2019)
- Derek Adams (2019–2021)
- Steve Robinson (2021–2022)
- Derek Adams (2022–2023)
- Ged Brannan (2023–2024)
- Derek Adams (2024–)